# Cuauhtémoc (gmina)
Cuauhtémocⓘ – gmina w północnej części meksykańskiego stanu Colima. Według spisu ludności z roku 2005, gminę zamieszkuje  25 576 mieszkańców. Gęstość zaludnienia wynosi 69 osób na kilometr kwadratowy. Stolicą jest miasto o tej samej nazwie – Cuauhtémoc.
Gmina Cuauhtémoc graniczy z Comala i Villa de Álvarez od zachodu, a z Colima od południa.

## Miasta i wsie
Według spisu z 2005 roku największymi miastami i wsiami gminy są:
| Nazwa       | Ludność |
| ----------- | ------- |
| Quesería    | 8 133   |
| Cuauhtémoc  | 7 513   |
| El Trapiche | 2 700   |
| Alcaraces   | 1 800   |
| Buenavista  | 1 200   |